# Castanopsis tibetana
Castanopsis tibetana är en bokväxtart som beskrevs av Henry Fletcher Hance. Castanopsis tibetana ingår i släktet Castanopsis och familjen bokväxter. Inga underarter finns listade.
Detta träd förekommer i centrala, östra och södra Kina. Arten har en stor population och den listas av IUCN som livskraftig (LC).